# Юнас Свенссон (тенісист)
Юнас Свенссон (швед. Jonas Svensson; нар. 21 жовтня 1966) — колишній шведський тенісист.
Найвищу одиночну позицію світового рейтингу — 10 місце досяг 25 березня 1991, парну — 49 місце — 6 квітня 1987 року.
Здобув 5 одиночних титулів.
Найвищим досягненням на турнірах Великого шолома були півфінали в одиночному розряді.
Завершив кар'єру 1995 року.

## Фінали за кар'єру

### Одиночний розряд: 14 (5–9)
| Легенда                       |
| Турніри Великого шолома (0–0) |
| Серія Мастерс ATP (0–0)       |
| Серія турнірів ATP (0–1)      |
| Тур ATP (5–8)                 |

| Результат | W/L | Дата | Турнір                       | Покриття   | Суперник               | Рахунок                        |
| --------- | --- | ---- | ---------------------------- | ---------- | ---------------------- | ------------------------------ |
| Перемога  | 1–0 | 1986 | Кельн, Німеччина             | Тверде     | Стефан Ерікссон        | 6–7, 6–2, 6–2                  |
| Поразка   | 1–1 | 1986 | Stuttgart Outdoor, Німеччина | Ґрунт      | Мартін Хайте           | 5–7, 2–6                       |
| Поразка   | 1–2 | 1986 | Вемблі, Велика Британія      | Килим      | Яннік Ноа              | 2–6, 3–6, 7–6(14–12), 6–4, 5–7 |
| Перемога  | 2–2 | 1987 | Відень, Австрія              | Тверде     | Амос Мансдорф          | 1–6, 1–6, 6–2, 6–3, 7–5        |
| Поразка   | 2–3 | 1987 | Стокгольм, Швеція            | Тверде (i) | Стефан Едберг          | 5–7, 2–6, 6–4, 4–6             |
| Перемога  | 3–3 | 1988 | Мец, Франція                 | Килим      | Міхіл Схаперс          | 6–2, 6–4                       |
| Поразка   | 3–4 | 1988 | Мюнхен, Німеччина            | Ґрунт      | Гільєрмо Перес Рольдан | 5–7, 3–6                       |
| Поразка   | 3–5 | 1988 | Вемблі, Велика Британія      | Килим      | Якоб Гласек            | 7–6(7–4), 6–3, 4–6, 0–6, 5–7   |
| Поразка   | 3–6 | 1990 | Роттердам, Нідерланди        | Килим      | Бред Гілберт           | 1–6, 3–6                       |
| Перемога  | 4–6 | 1990 | Тулуза, Франція              | Тверде     | Фабріс Санторо         | 7–6(7–5), 6–2                  |
| Поразка   | 4–7 | 1991 | Stuttgart Indoor, Німеччина  | Килим      | Стефан Едберг          | 2–6, 6–3, 5–7, 2–6             |
| Перемога  | 5–7 | 1991 | Копенгаген, Данія            | Килим      | Андерс Яррід           | 6–7(5–7), 6–2, 6–2             |
| Поразка   | 5–8 | 1993 | Сарагоса, Іспанія            | Килим      | Карел Новачек          | 6–3, 2–6, 1–6                  |
| Поразка   | 5–9 | 1993 | BMW Malaysian Open           | Тверде     | Майкл Чанг             | 0–6, 4–6                       |

| W | Ф | ПФ | ЧФ | #Р | КТ | К# | DNQ | A | NH |

| Турнір                                 | 1985                                              | 1986                                              | 1987                                              | 1988                                              | 1989                                              | 1990 | 1991 | 1992 | 1993 | 1994 | SR     | В-П   |
| -------------------------------------- | ------------------------------------------------- | ------------------------------------------------- | ------------------------------------------------- | ------------------------------------------------- | ------------------------------------------------- | ---- | ---- | ---- | ---- | ---- | ------ | ----- |
| Турніри Великого шолома                |                                                   |                                                   |                                                   |                                                   |                                                   |      |      |      |      |      |        |       |
| Відкритий чемпіонат Австралії з тенісу | 1р                                                | NH                                                |                                                   | 4р                                                | ЧФ                                                | 4р   | 3р   | 2р   | 2р   | 3р   | 0 / 8  | 16–8  |
| Відкритий чемпіонат Франції з тенісу   |                                                   | 1р                                                | 2р                                                | ПФ                                                | 2р                                                | ПФ   |      | 1р   | 3р   |      | 0 / 7  | 14–7  |
| Вімблдонський турнір                   |                                                   | 2р                                                | 3р                                                | 3р                                                | 3р                                                | 3р   |      |      | 1р   |      | 0 / 6  | 9–6   |
| Відкритий чемпіонат США з тенісу       |                                                   | 3р                                                | 4р                                                | 2р                                                | 1р                                                | 2р   | 2р   | 3р   | 2р   | 1р   | 0 / 9  | 11–9  |
| В-П                                    | 0–1                                               | 3–3                                               | 6–3                                               | 11–4                                              | 7–4                                               | 11–4 | 3–2  | 3–3  | 4–4  | 2–2  | 0 / 30 | 50–30 |
| Серія Мастерс ATP                      |                                                   |                                                   |                                                   |                                                   |                                                   |      |      |      |      |      |        |       |
| Індіан-Веллс                           | До 1990 року турніри не належали до серії Мастерс | До 1990 року турніри не належали до серії Мастерс | До 1990 року турніри не належали до серії Мастерс | До 1990 року турніри не належали до серії Мастерс | До 1990 року турніри не належали до серії Мастерс |      |      |      |      |      | 0 / 0  | 0–0   |
| Відкритий чемпіонат Маямі з тенісу     | До 1990 року турніри не належали до серії Мастерс | До 1990 року турніри не належали до серії Мастерс | До 1990 року турніри не належали до серії Мастерс | До 1990 року турніри не належали до серії Мастерс | До 1990 року турніри не належали до серії Мастерс |      |      |      |      |      | 0 / 0  | 0–0   |
| Монте-Карло                            | До 1990 року турніри не належали до серії Мастерс | До 1990 року турніри не належали до серії Мастерс | До 1990 року турніри не належали до серії Мастерс | До 1990 року турніри не належали до серії Мастерс | До 1990 року турніри не належали до серії Мастерс | 2р   | ЧФ   | 1р   | ЧФ   | 1р   | 0 / 5  | 6–5   |
| Рим                                    | До 1990 року турніри не належали до серії Мастерс | До 1990 року турніри не належали до серії Мастерс | До 1990 року турніри не належали до серії Мастерс | До 1990 року турніри не належали до серії Мастерс | До 1990 року турніри не належали до серії Мастерс | 3р   | 2р   | 1р   | 1р   | 1р   | 0 / 5  | 3–5   |
| Гамбург                                | До 1990 року турніри не належали до серії Мастерс | До 1990 року турніри не належали до серії Мастерс | До 1990 року турніри не належали до серії Мастерс | До 1990 року турніри не належали до серії Мастерс | До 1990 року турніри не належали до серії Мастерс | 1р   | 2р   |      | 2р   |      | 0 / 3  | 1–3   |
| Мастерс Канада                         | До 1990 року турніри не належали до серії Мастерс | До 1990 року турніри не належали до серії Мастерс | До 1990 року турніри не належали до серії Мастерс | До 1990 року турніри не належали до серії Мастерс | До 1990 року турніри не належали до серії Мастерс |      |      |      |      |      | 0 / 0  | 0–0   |
| Мастерс Цинциннаті                     | До 1990 року турніри не належали до серії Мастерс | До 1990 року турніри не належали до серії Мастерс | До 1990 року турніри не належали до серії Мастерс | До 1990 року турніри не належали до серії Мастерс | До 1990 року турніри не належали до серії Мастерс | 1р   | 1р   |      |      |      | 0 / 2  | 0–2   |
| Стокгольм                              | До 1990 року турніри не належали до серії Мастерс | До 1990 року турніри не належали до серії Мастерс | До 1990 року турніри не належали до серії Мастерс | До 1990 року турніри не належали до серії Мастерс | До 1990 року турніри не належали до серії Мастерс | 2р   | 1р   | 2р   | ЧФ   | 1р   | 0 / 5  | 4–5   |
| Париж                                  | До 1990 року турніри не належали до серії Мастерс | До 1990 року турніри не належали до серії Мастерс | До 1990 року турніри не належали до серії Мастерс | До 1990 року турніри не належали до серії Мастерс | До 1990 року турніри не належали до серії Мастерс | ПФ   | ПФ   |      | 2р   |      | 0 / 3  | 7–3   |
| В-П                                    | До 1990 року турніри не належали до серії Мастерс | До 1990 року турніри не належали до серії Мастерс | До 1990 року турніри не належали до серії Мастерс | До 1990 року турніри не належали до серії Мастерс | До 1990 року турніри не належали до серії Мастерс | 6–6  | 6–6  | 1–3  | 8–5  | 0–3  | 0 / 23 | 21–23 |
| Ranking                                | 103                                               | 21                                                | 30                                                | 22                                                | 41                                                | 11   | 29   | 81   | 33   | 183  |        |       |